# Hetty van de Wouw
Hetty van de Wouw, född den 29 maj 1998 i Loon op Zand, är en nederländsk tävlingscyklist.
Vid VM 2018 tog hon silver i lagsprint och vid OS 2024 tog hon silver i keirin.